# Louise-Marguerite Claret de la Touche

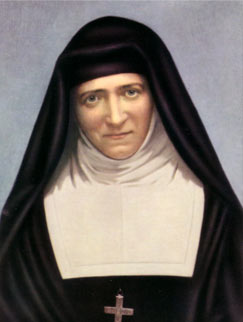
Louise-Marguerite Claret de la Touche

Louise-Marguerite Claret de la Touche (* 15. März 1868 in Saint-Germain-en-Laye, Frankreich; † 14. Mai 1915 in Vische bei Turin, Italien) war eine französische Nonne, Mystikerin und Gründerin des Ordeninstituts Schwestern von Bethanien des Heiligsten Herzens. Aufgrund ihrer Visionen wurde der Priesterbund der Freunde des Herzens Jesu gegründet.

## Leben
Marguerite-Céline, so ihr weltlicher Name, trat am 20. November 1890 (Postulantin ab dem 17. Januar 1891) in den Orden von der Heimsuchung Mariens (Salesianerinnen) in Romans (Frankreich) ein und legte am 17. Oktober 1892 die Ordensgelübde ab. Ab 1901 hatte sie regelmäßig Visionen, bei denen ihr das Herz Jesu erschien. Wegen des 1905 in Kraft getretenen Gesetzes zur Trennung von Kirche und Staat wanderten die Schwestern am 6. März 1906 nach Italien aus. Nach etlichen Zwischenstationen ließen sie sich in Turin nieder. Dort wurde Sr. Louise-Marguerite von 1907 bis 1913 Oberin. In diesen Jahren reifte in ihr die Idee eines Herz-Jesu-Apostolates mit den Priestern zu unternehmen, wofür sie das Buch Herz Jesu und Priestertum schrieb. Am 19. März 1914 gründete sie in Vische bei Turin das Ordensinstitut der Heimsuchung des heiligsten Herzen, das am 24. April 1918 den Namen Bethanien des Herzen Jesu erhielt.
Angeregt durch die Visionen und die Schriften von Louise-Marguerite gründeten Matteo Angelo Filipello, Bischof von Ivrea, und P. Alfred Charrier S.J. den Priesterbund der Freunde des Herzen Jesu, der am 16. Juni 1918 durch Bischof Filipello kanonisch errichtet wurde.
Der Seligsprechungsprozess wurde 1937 eingeleitet, aber bisher nicht zu Ende geführt. Am 26. Juni 2006 bestätigte Papst Benedikt XVI. den heroischen Tugendgrad, so dass sie den Titel Ehrwürdige Dienerin Gottes trägt.

## Werke
- Das Büchlein von der unendlichen Liebe
- Herz Jesu und Priestertum
- Selbstbiografie